# Bít tất

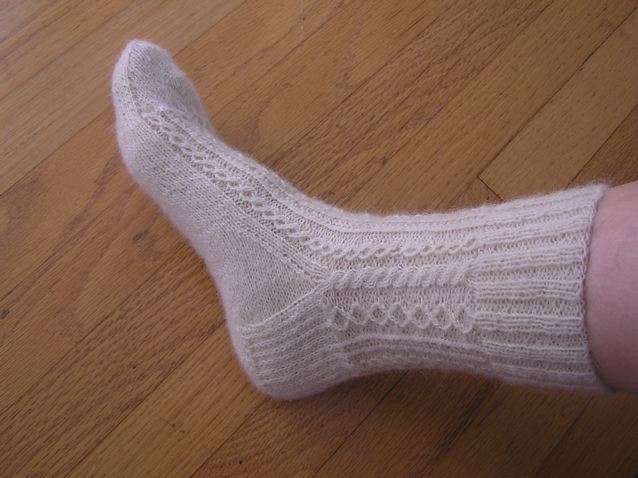
Một người đi bít tất

Bít tất, còn gọi là tất, vớ, là một loại vật dụng đi vào bàn chân người vào mùa lạnh hoặc khi đi giày. Những người thường xuyên đi bít tất thì khả năng chống thấp khớp khi đi chân trần dưới đất cao hơn nhiều lần so với người không thường xuyên hoặc không đi tất. Hiện nay có nhiều loại tất nổi tiếng nhờ vào hãng giày (ví dụ: Adidas, Nike, Converse,...)

## Từ nguyên
Từ "bít tất" bắt nguồn một từ tiếng Trung Quốc đọc theo âm Hán Việt là "tế tất", viết bằng chữ Hán là "蔽膝". Trong tiếng Trung Quốc "tế tất" 蔽膝, còn gọi là "tất" 韠, được dùng để chỉ một loại phục sức thời xưa mặc trước áo để che đầu gối. Trong tiếng Việt từ "bít tất" đã chuyển nghĩa thành nghĩa như hiện nay. Hiện tượng chuyển nghĩa của từ "bít tất" cũng tương tự như sự chuyển nghĩa của ba từ gốc Hán khác là "khố", "quần" và "bàn". "Khố" 褲 trong tiếng Trung Quốc có nghĩa là cái quần nhưng trong tiếng Việt "khố" lại có nghĩa là cái khố. "Quần" 裙 trong tiếng Trung Quốc có nghĩa là cái váy, trong tiếng Việt "quần" có nghĩa là cái quần. "Bàn" 盤 trong tiếng Trung Quốc có nghĩa là cái mâm, trong tiếng Việt "bàn" có nghĩa là cái bàn.

## Đa dạng
Tất có nhiều kiểu dáng như: 
- Kiểu cổ điển với cổ cao đến đầu gối, thường dùng đi với giày da.
- Kiểu thể thao với cổ ngắn, chỉ cao trên mắt cá một chút, thường dùng để đi với các loại giày thể thao,giày vải, giày bata,... dùng để tập thể dục, thể thao, đi dã ngoại, đi dạo phố,...
- Kiểu thời trang thường có các kiểu đặc biệt như là các loại cực ngắn chưa đến mắt cá chân, nhiều màu sắc sặc sỡ, các kiểu phá cách như tất hình lưới,...
- Các loại tất chuyên dụng nhằm phục vụ cho các yêu cầu sử dụng khác. Ví dụ: tất chống thấm nước, tất chịu nhiệt, chống cháy, chống axit,...

## Chất liệu
Tất thường được làm từ sợi bông, tơ tắm, nylon,...

## Sử dụng
Tất được dùng để:
- Đi vào bàn chân để giữ ấm,chống lạnh chân khi phải tiếp xúc trực tiếp với sàn nhà vào mùa lạnh.
- Đi kèm với các loại giày tránh đau chân, hạn chế hôi chân và làm thoải mái chân.
- Thời trang, các loại tất thời trang làm tôn lên vẻ đẹp của người đi.
- Sử dụng các loại tất chuyên dụng để đi trong những trường hợp đặc biệt như đi trong nước, vùng ẩm thấp, nơi có nhiệt độ cao, trong xưởng hoá chất,...